# Nationalmuseets grundstensnedlæggelse og indvielse
|  | Denne artikel er oprettet af botten Steenthbot ud fra en ekstern database. Den kan derfor have sproglige fejl eller mangler. Denne skabelon kan fjernes efter kontrol af indholdet. |

Nationalmuseets grundstensnedlæggelse og indvielse er en dansk dokumentarisk optagelse fra 1929.

## Handling
Nationalmuseets grundstensnedlæggelse, indvielse og personalefest København 26/6 1929.